# Campionato europeo di baseball 2012
Il campionato europeo di baseball 2012 è stata la trentaduesima edizione del campionato continentale. Si è svolto nei Paesi Bassi fra il 7 e il 16 settembre 2012 ed è stato ospitato dalle città di Haarlem, Utrecht e Rotterdam.
L'Italia era la detentrice del titolo e si è confermata battendo in finale l'Olanda con il punteggio di 8-3.

## Squadre partecipanti
Le squadre ammesse sono dodici. Sette sono qualificate direttamente dall'edizione precedente, mentre le altre cinque provengono dai tornei di qualificazione.
| Pool A      | Pool A                             | Pool B      | Pool B                         |
| ----------- | ---------------------------------- | ----------- | ------------------------------ |
| Croazia     | Vincitore del gruppo di Zagabria   | Grecia      | 4° agli Europei 2010           |
| Italia      | Europei 2010                       | Russia      | Vincitore del gruppo di Krymsk |
| Spagna      | Vincitore del gruppo di Barcellona | Svezia      | 5° agli Europei 2010           |
| Belgio      | Vincitore del gruppo di Anversa    | Rep. Ceca   | 7° agli Europei 2010           |
| Francia     | 6° agli Europei 2010               | Germania    | Europei 2010                   |
| Regno Unito | Vincitore del gruppo di Tel Aviv   | Paesi Bassi | Europei 2010                   |

## Primo turno

### Gruppo A
| Squadre | G | V - P | %    | PD |
| ------- | - | ----- | ---- | -- |
| Italia  | 5 | 5 - 0 | 1000 | -  |
| Spagna  | 5 | 4 - 1 | 800  | 1  |
| Svezia  | 5 | 3 - 2 | 600  | 2  |
| Grecia  | 5 | 2 - 3 | 400  | 3  |
| Croazia | 5 | 1 - 4 | 200  | 4  |
| Russia  | 5 | 0 - 5 | 0    | 5  |

| Data        | Ora   | Città     | Partita | Partita | Partita |
| ----------- | ----- | --------- | ------- | ------- | ------- |
| 7 set 2012  | 14.00 | Haarlem   | Spagna  | 10 - 0  | Grecia  |
| 7 set 2012  | 14.00 | Utrecht   | Svezia  | 14 - 1  | Russia  |
| 7 set 2012  | 19.30 | Haarlem   | Croazia | 0 - 16  | Italia  |
| 8 set 2012  | 14.00 | Haarlem   | Russia  | 1 - 10  | Spagna  |
| 8 set 2012  | 14.00 | Rotterdam | Grecia  | 7 - 2   | Croazia |
| 8 set 2012  | 19.30 | Haarlem   | Italia  | 8 - 1   | Svezia  |
| 9 set 2012  | 14.00 | Haarlem   | Svezia  | 4 - 2   | Croazia |
| 9 set 2012  | 19.30 | Haarlem   | Italia  | 4 - 3   | Spagna  |
| 9 set 2012  | 19.30 | Utrecht   | Grecia  | 9 - 5   | Russia  |
| 10 set 2012 | 14.00 | Utrecht   | Croazia | 8 - 4   | Russia  |
| 10 set 2012 | 14.00 | Rotterdam | Svezia  | 1 - 13  | Spagna  |
| 10 set 2012 | 19.30 | Haarlem   | Italia  | 7 - 0   | Grecia  |
| 11 set 2012 | 14.00 | Utrecht   | Spagna  | 6 - 0   | Croazia |
| 11 set 2012 | 14.00 | Haarlem   | Grecia  | 3 - 5   | Svezia  |
| 11 set 2012 | 19.30 | Haarlem   | Russia  | 0 - 10  | Italia  |

Ora locale (UTC+2)

### Gruppo B
| Squadre     | G | V - P | %   | PD |
| ----------- | - | ----- | --- | -- |
| Paesi Bassi | 5 | 4 - 1 | 800 | -  |
| Germania    | 5 | 4 - 1 | 800 | -  |
| Rep. Ceca   | 5 | 3 - 2 | 600 | 1  |
| Francia     | 5 | 2 - 3 | 400 | 2  |
| Belgio      | 5 | 1 - 4 | 200 | 3  |
| Regno Unito | 5 | 1 - 4 | 200 | 3  |

| Data        | Ora   | Città     | Partita     | Partita | Partita     |
| ----------- | ----- | --------- | ----------- | ------- | ----------- |
| 7 set 2012  | 14.00 | Rotterdam | Rep. Ceca   | 4 - 5   | Germania    |
| 7 set 2012  | 19.30 | Utrecht   | Francia     | 3 - 1   | Regno Unito |
| 7 set 2012  | 19.30 | Rotterdam | Belgio      | 0 - 17  | Paesi Bassi |
| 8 set 2012  | 14.00 | Utrecht   | Germania    | 10 - 2  | Belgio      |
| 8 set 2012  | 19.00 | Rotterdam | Paesi Bassi | 15 - 0  | Francia     |
| 8 set 2012  | 19.30 | Utrecht   | Regno Unito | 6 - 1   | Rep. Ceca   |
| 9 set 2012  | 13.00 | Rotterdam | Paesi Bassi | 2 - 3   | Rep. Ceca   |
| 9 set 2012  | 14.00 | Utrecht   | Francia     | 9 - 8   | Belgio      |
| 9 set 2012  | 19.30 | Rotterdam | Germania    | 6 - 1   | Regno Unito |
| 10 set 2012 | 14.00 | Haarlem   | Francia     | 0 - 6   | Rep. Ceca   |
| 10 set 2012 | 19.30 | Utrecht   | Belgio      | 10 - 7  | Regno Unito |
| 10 set 2012 | 19.30 | Rotterdam | Paesi Bassi | 10 - 0  | Germania    |
| 11 set 2012 | 14.00 | Rotterdam | Germania    | 8 - 3   | Francia     |
| 11 set 2012 | 19.30 | Utrecht   | Rep. Ceca   | 12 - 3  | Belgio      |
| 11 set 2012 | 19.30 | Rotterdam | Regno Unito | 2 - 11  | Paesi Bassi |

OoOra locale (UTC+2)

## Piazzamenti
Finale 7º-8º posto
| Utrecht 12 settembre 2012, ore 14:00 | Grecia | 9 – 5 | Francia |  |

Finale 9º-10º posto
| Haarlem 12 settembre 2012, ore 14:00 | Croazia | 2 – 3 | Belgio |  |

Finale 11º-12º posto
| Rotterdam 12 settembre 2012, ore 14:00 | Russia | 2 – 6 | Regno Unito |  |

## Secondo turno

### Gruppo C
| Squadre     | G | V - P | %    | PD |
| ----------- | - | ----- | ---- | -- |
| Italia      | 5 | 5 - 0 | 1000 | -  |
| Paesi Bassi | 5 | 3 - 2 | 600  | 2  |
| Spagna      | 5 | 3 - 2 | 600  | 2  |
| Germania    | 5 | 2 - 3 | 400  | 3  |
| Rep. Ceca   | 5 | 2 - 3 | 400  | 3  |
| Svezia      | 5 | 0 - 5 | 0    | 5  |

| Haarlem 13 settembre 2012, ore 14:00 | Spagna | 6 – 5 | Rep. Ceca |  |

| Haarlem 13 settembre 2012, ore 19:30 | Italia | 3 – 0 | Germania |  |

| Rotterdam 13 settembre 2012, ore 19:30 | Svezia | 1 – 17 | Paesi Bassi |  |

| Rotterdam 14 settembre 2012, ore 14:00 | Germania | 10 – 3 | Svezia |  |

| Rotterdam 14 settembre 2012, ore 19:30 | Paesi Bassi | 2 – 0 | Spagna |  |

| Haarlem 14 settembre 2012, ore 19:30 | Rep. Ceca | 0 – 3 | Italia |  |

| Haarlem 15 settembre 2012, ore 14:00 | Rep. Ceca | 6 – 5 | Svezia |  |

| Rotterdam 15 settembre 2012, ore 19:00 | Italia | 4 – 3 | Paesi Bassi |  |

| Haarlem 15 settembre 2012, ore 19:30 | Germania | 6 – 8 | Spagna |  |

### Finale
| Rotterdam 16 settembre 2012, ore 13:00 | Italia | 8 – 3 | Paesi Bassi |  |

## Classifica finale
| Campione d'Europa | Campione d'Europa | Campione d'Europa |
| --- | --- | ----------------- |
| Italia | |                   |
| Argento | Paesi Bassi |                   |
| Bronzo | Spagna |                   |
| 4. | Germania |                   |
| 5. | Rep. Ceca |                   |
| 6. | Svezia |                   |
| 7. | Grecia |                   |
| 8. | Francia |                   |
| 9. | Belgio |                   |
| 10. | Croazia |                   |
| 11. | Regno Unito |                   |
| 12. | Russia |                   |
| Nazionale italiana · Europei 2012 | |                   |
| 1 Santora · 3 Granato · 4 Desimoni · 6 Infante · 8 Pantaleoni · 10 Avagnina · 11 Cicatello · 12 Reginato · 16 Grifantini · 18 Vaglio · 21 D'Angelo · 22 Ambrosino · 25 Colabello · 27 Cooper · 28 Pugliese · 29 Cillo · 30 Ermini · 32 LaTorre · 33 Mariotti · 34 Panerati · 35 da Silva · 36 Richetti · 42 D'Amico · 45 Chiarini · Manager: Marco Mazzieri | 1 Santora · 3 Granato · 4 Desimoni · 6 Infante · 8 Pantaleoni · 10 Avagnina · 11 Cicatello · 12 Reginato · 16 Grifantini · 18 Vaglio · 21 D'Angelo · 22 Ambrosino · 25 Colabello · 27 Cooper · 28 Pugliese · 29 Cillo · 30 Ermini · 32 LaTorre · 33 Mariotti · 34 Panerati · 35 da Silva · 36 Richetti · 42 D'Amico · 45 Chiarini · Manager: Marco Mazzieri | Italia (bandiera) |